# Тойота TF105
Тойота TF105 и Тойота TF105В е състезателен автомобил, създаден от екипа на Тойота Ф1, за участието му в Световния шампионат на ФИА - Формула 1 (Сезон 2005).
Болидът е проектиран от Майк Гаскойн в края на 2004 година.